# Hermanos Montgolfier

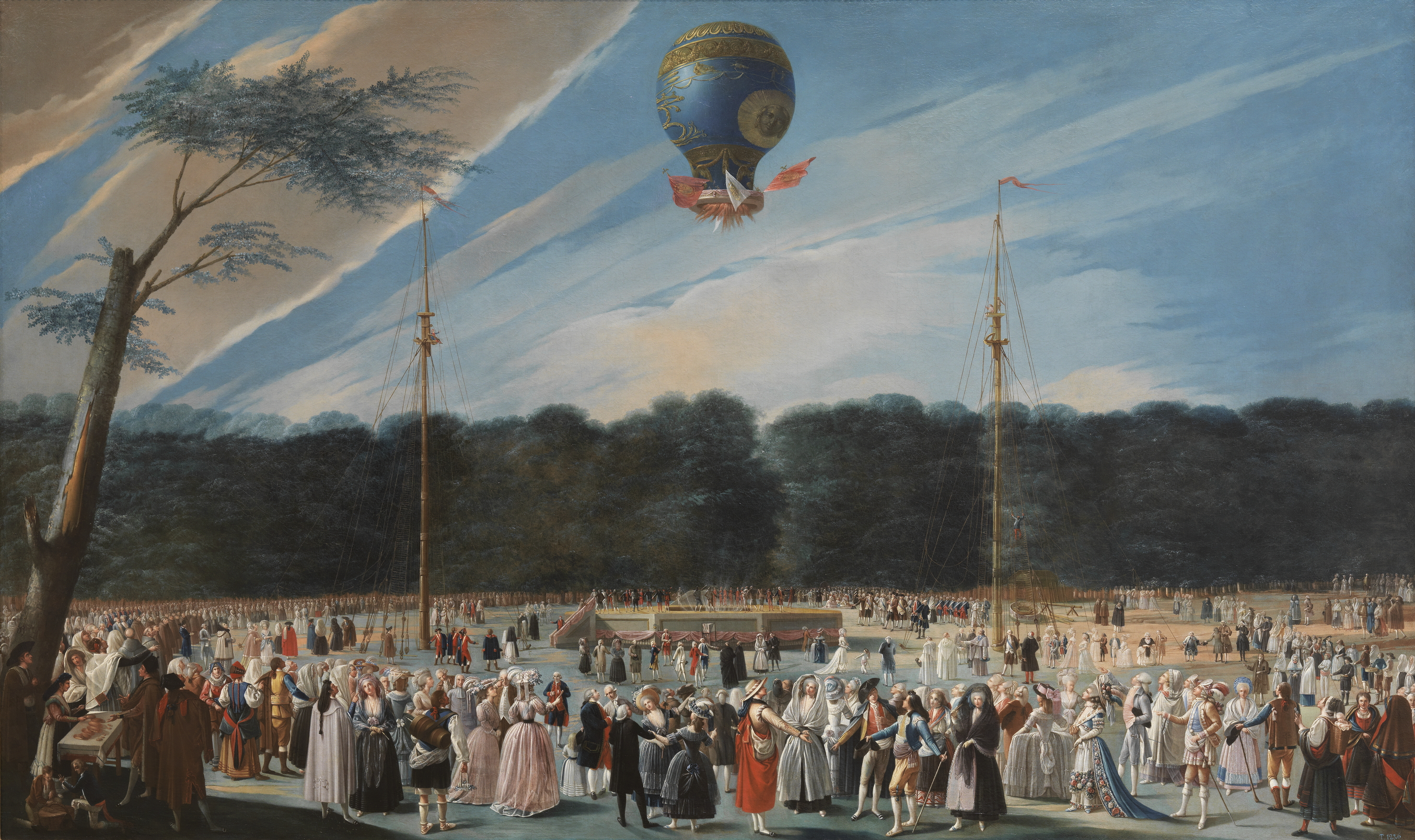
Ascensión de un globo Montgolfier el 5 de junio de 1784 en los jardines del Real Sitio de Aranjuez, por Antonio Carnicero. Óleo sobre lienzo, 169 x 279,5 cm, Madrid, Museo del Prado.

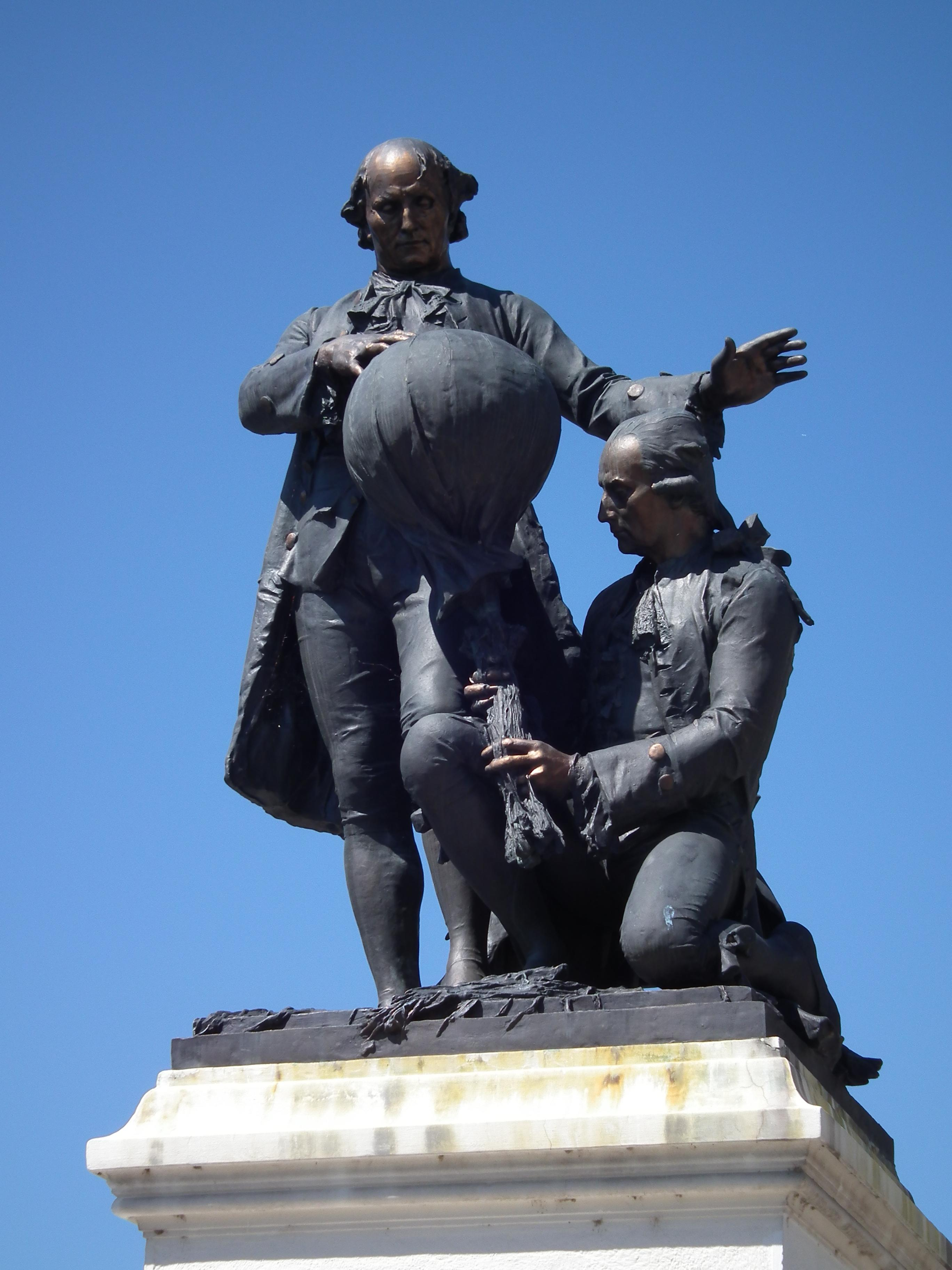
Monumento a los hermanos Montgolfier en su ciudad natal, Annonay.

Joseph-Michel Montgolfier (Annonay, 26 de agosto de 1740-Balaruc-les-Bains, 26 de junio de 1810) y Jacques-Étienne Montgolfier (Annonay; 6 de enero de 1745-Serrières; 2 de agosto de 1799) fueron dos hermanos franceses conocidos por ser considerados los inventores del globo aerostático.

## Biografía
Eran hijos de un fabricante de papel y mientras jugaban un día con bolsas de papel invertidas sobre el fuego, descubrieron que las bolsas subían hasta el techo. Esto los llevó a experimentar con bolsas más grandes y materiales más ligeros, usando el aire caliente como gas de elevación. En 1782 hicieron pruebas a cubierto con seda y lino. El 14 de diciembre de 1782 consiguieron un lanzamiento al aire libre de una bolsa de seda de 18 m³, que alcanzó una altitud de 250 m.
El 4 de junio de 1783 llevaron a cabo su primera demostración pública; hicieron subir una bolsa esférica de lino forrada de papel de 11 metros de diámetro, 800 m³ y un peso de unos 226 kilogramos llena de aire caliente. Su vuelo recorrió 2 km, duró 10 minutos y alcanzó una altitud estimada entre 1600 y 2000 metros.
Se realizó un ascenso el 27 de agosto de 1783, de un globo no tripulado en el Campo de Marte de París que recorre 20 km en 45 minutos. Los siguientes ensayos enviaron los primeros seres vivos (una oveja, un pato y un gallo) en una cesta enganchada al globo, para investigar los efectos del aire en altura. Esto se realizó el 19 de septiembre en Versalles ante Luis XVI de Francia, con objeto de que diera su permiso para un siguiente ensayo de vuelo con humanos.
El 21 de noviembre de 1783, Pilâtre de Rozier y el marqués d'Arlandes hicieron el primer vuelo tripulado por humanos. Volaron durante 25 minutos a una altura de unos 100 metros sobre París, logrando una distancia de nueve kilómetros. Aterrizó al sur de la ciudad, donde los aeronautas fueron aclamados como héroes.
A estos globos se los llamó montgolfière o «mongolfiera».
A partir de ahí se sucedieron diferentes vuelos, incluyendo uno a través del canal de La Mancha el 7 de enero de 1785 con Jean Pierre Blanchard y John Jeffries a bordo.
Pronto los globos de aire caliente fueron reemplazados por globos de hidrógeno, y no volvieron hasta los años 1960, cuando una empresa, Industrias Raven, mejoró la seguridad del diseño del clásico globo de los Montgolfier, utilizando nailon para el globo y propano como combustible por el quemador.

## Eponimia
- El cráter lunar Montgolfier lleva este nombre en su memoria.[6]
- El asteroide (5864) Montgolfier también conmemora su nombre.[7]